# جان ای. کریتون

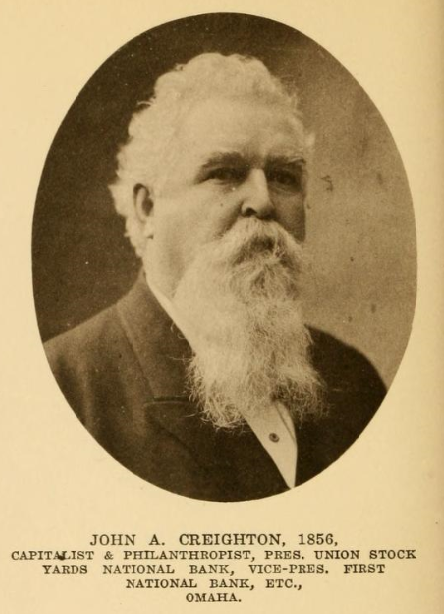
جان ای. کریتون، ۱۸۵۴–۱۹۰۴ میلادی، نبراسکانز

جان اندرو کریتون (John Andrew Creighton) (زادهٔ ۱۵ اکتبر ۱۸۳۱ – درگذشتهٔ ۷ فوریه ۱۹۰۷)، یکی از نخستین بازرگانان و انسان‌دوستان اوماها، نبراسکا و بانی دانشگاه کریتون بود. جان که برادر کوچکتر ادوارد کریتون بود، مسئولیت انواعی از مؤسسات را در سراسر شهر اوماها برعهده داشته و پاپ لئون سیزدهم برای قدردانی از کارهای وی در دانشگاه کریتون، جامعه کاتولیک در اوماها و به‌طور کلی در شهر اوماها، لقب اشرافی برای وی اعطاء نمود.

## زندگی‌نامه
کریتون در شهرستان لیکینگ، اوهایو زاده شد، نخستین شغل او کار برای برادرش ادوارد بوده و مأموریت وی وصل یک خط تلگراف از کلیولند به تولیدو بود. در ۱۸۵۲ میلادی، او در مدرسه دومینیک سنت جوسیف در نزدیکی سومیرسیت، اوهایو پذیرفته شد. در ۱۸۵۶ میلادی او به عنوان منشی یک بازرگان محلی به کلیولند آمد و در ۱۸۶۰ میلادی او دو کار برای انتقال چهارپاها و محموله از اوماها به دنویر، کلرادو را بر عهده گرفت. تقریباً در همین زمان، ادوارد قراردادی برای نصب ۷۰۰ مایل (۱٬۱۰۰) خط تلگراف پاسفیک که نخستین تلگراف بین قاره‌ای در ایالات متحده بود، را دریافت نمود. جان به عنوان رئیس ساخت و ساز استخدام شد. کریتون در اوایل دهه ۱۸۶۰ میلادی به معدن طلا در مونتانا سفر نموده و در نهایت یک خط تلگراف را میان سالت لیک سیتی در ایالت یوتا و هلنا در ایالت مونتانا نصب کرد.
هنگامی که کریتون در ایالت مونتانا زندگی می‌کرد، از او به عنوان کسی که در راستای پاکسازی ایالت از قانون‌شکن‌های که این ایالت را برای زندگی نامساعد کرده بودند همکاری نمود، تحسین می‌گردد. در ۱۸۶۵ میلادی، پس از این‌که او مورد حمله قرار گرفته و پای او کسر کرد، یک روزنامه محلی نوشت «به باور ما، تنها راهی که می‌توان جان کریتون را کشت این است که سر او را قطع کرد و سپس بدن او را با خود برد». در جریان همین دوره زمانی، کریتون از سوی سرپرست فرماندار کل ایالت مونتانا، توماس فرانسیس میگر، لقب «سرهنگ» را دریافت کرد.
جان کریتون در ۱۸۶۸ میلادی به‌طور دائم به اوماها برگشت و در آنجا تجارت بقالی را در منطقه جابرز کانیون آغاز کرد. او در ۱۸۶۸ میلادی با سارا ایملی ویرهام که خواهر ماری لوکریتیا کریتون، همسر برادرش ادوارد، بود ازدواج کرد. زمانی که ادوارد به‌طور ناگهانی در ۱۸۷۴ میلادی درگذشت، همسر وی ماری به آرمان او برای ساختن یک کالج آزاد در نبراسکا متعهد ماند. ماری نیز در ۱۸۷۶ میلادی وفات نموده و مقدار هنگفتی پول همراه با دستورهای جدی برای بنیان‌گذاری یک کالج به افتخار شوهرش، به‌جا گذاشت. جان، پسر عموی وی جیمز و هرمان کونتزی که یک بانکدار و دوست خانوادگی آن‌ها بود، اجراکنندگان خواسته ادوارد بودند. در این شغل خود، آن‌ها مکان فعلی دانشگاه را خریداری نموده و به بلند کردن چیزی شروع کردند که امروزه به‌نام کریتون هال یاد می‌گردد.
همسر جان، سارا در ۳ سپتامبر ۱۸۸۸ درگذشت؛ قبل از مرگ خود او یک ساختمان تجاری در نزدیکی مرکز شهر اوماها را برای کالج کریتون که هنوز تأسیس نشده بود، به ارث گذاشت. تا اوایل دهه ۱۸۹۰ میلادی، او به عنوان کسی شناخته می‌شد که «بیش از هر شخصی دیگری، مالک املاک و مستغلات با ارزش در شهر [اوماها] است». او مالک یک شرکت خط آهن، یکی از سهامداران بزرگ در شرکت خط تراموا اوماها، بسیار مشتاق به سندیکای اوماهای جنوبی که بیشتر آن منطقه را آباد کرده بود و نایب‌رئیس نخستین بانک ملی اوماها بود.
در ۱۸۸۴ میلادی، کریتون یکی از نماینده‌ها در گردهمایی ملی دموکرات‌ها در شیکاگو بود، جای که گروور کلیولند نامزد ریاست جمهوری ایالات متحده شد.

### انسان‌دوستی
گفته می‌شد که از زمان بنیان‌گذاری دانشگاه کریتون در ۱۸۷۸ میلادی تا زمان مرگ خود در ۱۹۰۷ میلادی، کریتون حداقل ۲٬۰۰۰٬۰۰۰ دلار به این دانشگاه اهدا نموده‌است. کریتون در ۱۸۸۸ میلادی رصدخانه دانشگاه کریتون را تأمین مالی نموده و در ۱۸۹۸ میلادی هزینه ساخت یک مدرسه طبی را پرداخت که به افتخار او نام‌گذاری شده‌است. در ۱۹۰۴ میلادی، او مؤسسه ادوارد کریتون را تأسیس کرد. کریتون همچنین برای تأسیس بیمارستان سنت جوسیف در اوهاما و برای آوردن نخستین خانگاه پوور کلیرز در کشور به این شهر، تحسین می‌گردد. او تقریباً تمام هزینه کلیسای سنت جان در دانشگاه کریتون را هنگامی که سنگ زیربنای آن در ۱۸۸۸ میلادی نهاده شد، پرداخت کرد.

### قدردانی
دانشگاه کریتون در اوماها، امروزه به عنوان دانشگاهی دیده می‌شود که به افتخار کل خانواده کریتون، به‌ویژه جان و برادرش ادوارد و همچنین همسران آن‌ها سارا و ایملی، نام‌گذاری شده‌است. پاپ لئون سیزدهم در ۱۵ ژانویه ۱۸۹۵ لقب شوالیه سنت گریگوری را به جان اعطاء نموده و بعداً در ۱۸۹۸ میلادی لقب کانت را به وی اعطاء کرد. با این وجود، قانون اساسی ایالات متحده آمریکایی‌ها را از پذیرش یا استفاده عناوین اشرافی، به منظور تأمین برابری میان شهروندان، منع می‌کند. در ۱۹۰۰ میلادی، کریتون مدال لیتیر را از دانشگاه نوتردام به‌دست‌آورد. بُلور جان ای. کریتون در شهر اوماها بلافاصله پس از مرگ وی در ۱۹۰۷ میلادی نام نهاده شده و همچنین «استادی جان ای. دانشگاه کریتون» در دانشگاه کریتون به افتخار او نام‌گذاری شده‌است.
کریتون اورفیوم تئاتر در مرکز شهر اماها، پس از این‌که جان یک قسمت قابل توجه هزینه ساخت و ساز آن را پرداخت کرد، به افتخار او نام‌گذاری شد.